# Centrotypus aduncus
Centrotypus aduncus är en insektsart som beskrevs av Buckton. Centrotypus aduncus ingår i släktet Centrotypus och familjen hornstritar. Inga underarter finns listade i Catalogue of Life.